# Nhà máy điện Bielsko-Biała
Nhà máy điện Bielsko-Biała là một tổ hợp gồm các nhà máy nhiệt điện và điện than tại Czechowice-Dziedzice gần Bielsko-Biała, Ba Lan. Nó có hai ống khói chính, cao 100 mét (330 ft) và 225 mét (738 ft), sau này là một trong những cấu trúc đứng tự do cao nhất ở Ba Lan. Khu phức hợp được vận hành bởi Południowy Koncern Energetyczny, một công ty con của Tập đoàn Tauron.

## Lịch sử
Nhà máy đầu tiên (EC1) tại Bielsko Biala được xây dựng vào năm 1960 - 1973. Sự cần thiết phải xây dựng nhà máy điện này là do Bielsko và Czechowice thành lập một trung tâm công nghiệp lớn cần nhiều năng lượng hơn. Nhà máy điện thứ hai (EC2) được xây dựng vào năm 1975- 1997 để cung cấp năng lượng cho nhà máy ô tô Fabryka Samochodów Małolitrażowych và khu nhà ở. Năm 2009, Tauron Groupis đã lên kế hoạch xây dựng một đơn vị thế hệ mới với công suất 50 MW và công suất nhiệt 150 MWt.

## Thông số kỹ thuật
Nhà máy đầu tiên có bốn bộ đốt và bao gồm ba bộ tuabin. Nó đã được cài đặt công suất điện là 77 MW và công suất nhiệt là 275   MJ / s. Nhà máy thứ hai có một bộ phận đốt với bộ đốt tầng sôi tuần hoàn và hai bộ đốt dầu. Nó đã được cài đặt công suất điện là 55 MW và công suất nhiệt 172 MJ / s. 
|                             | Tập tin:Small Chimney.jpg |
| Nhà máy Tiệp Khắc-Dziedzice | Ngăn xếp nhỏ hơn, 100 mét |